# Quercus buckleyi
Quercus buckleyi е вид растение от семейство Букови (Fagaceae). Видът е световно застрашен, със статут Уязвим.

## Разпространение
Разпространен е в САЩ.